# Lista Duńczyków w polskiej lidze żużlowej
Zawodnicy z Danii w lidze żużlowej w Polsce
Uwaga! Niektórzy z zawodników mimo podpisanych umów nie wystąpili w żadnym oficjalnym meczu ligowym swoich drużyn.
(nazwiska w kolejności alfabetycznej)
| Nazwisko                                                                      | Klub                                                 | Rok       |
| ----------------------------------------------------------------------------- | ---------------------------------------------------- | --------- |
| Anders Andersen, ur. 1988                                                     | PSŻ Poznań                                           | 2006-2009 |
|                                                                               |                                                      |           |
| Brian Andersen, ur. 1971                                                      | Polonez Poznań                                       | 1991      |
| Brian Andersen, ur. 1971                                                      | Stal Rzeszów                                         | 1995-1997 |
| Brian Andersen, ur. 1971                                                      | Unia Leszno                                          | 1998-1999 |
| Brian Andersen, ur. 1971                                                      | WTS Wrocław                                          | 2000      |
| Brian Andersen, ur. 1971                                                      | Włókniarz Częstochowa                                | 2001      |
|                                                                               |                                                      |           |
| Hans Nørgaard Andersen, ur. 1980                                              | Start Gniezno                                        | 1999      |
| Hans Nørgaard Andersen, ur. 1980                                              | TŻ Opole                                             | 2000      |
| Hans Nørgaard Andersen, ur. 1980                                              | Pergo Gorzów Wielkopolski                            | 2001      |
| Hans Nørgaard Andersen, ur. 1980                                              | TŻ Lublin                                            | 2003      |
| Hans Nørgaard Andersen, ur. 1980                                              | WTS Wrocław                                          | 2005-2007 |
| Hans Nørgaard Andersen, ur. 1980                                              | KS Toruń                                             | 2008      |
| Hans Nørgaard Andersen, ur. 1980                                              | Wybrzeże Gdańsk                                      | 2009      |
|                                                                               |                                                      |           |
| Jan Andersen, ur. 1970                                                        | ŻKS Krosno                                           | 1999      |
|                                                                               |                                                      |           |
| Steven Andersen, ur. 1984                                                     | Speedway Miszkolc                                    | 2006      |
|                                                                               |                                                      |           |
| Kenneth Arnfred, ur. 1967                                                     | Polonez Poznań                                       | 1991      |
|                                                                               |                                                      |           |
| Henning Bager, ur. 1981                                                       | Śląsk Świętochłowice                                 | 2002      |
| Henning Bager, ur. 1981                                                       | Kolejarz Opole                                       | 2005      |
| Henning Bager, ur. 1981                                                       | Orzeł Łódź                                           | 2006-2007 |
|                                                                               |                                                      |           |
| Kenneth Bjerre, ur. 1984                                                      | Iskra Ostrów Wielkopolski                            | 2001      |
| Kenneth Bjerre, ur. 1984                                                      | Wybrzeże Gdańsk                                      | 2004      |
| Kenneth Bjerre, ur. 1984                                                      | Stal Gorzów Wielkopolski                             | 2005      |
| Kenneth Bjerre, ur. 1984                                                      | WTS Wrocław                                          | 2006-2007 |
| Kenneth Bjerre, ur. 1984                                                      | Stal Rzeszów                                         | 2008      |
| Kenneth Bjerre, ur. 1984                                                      | Wybrzeże Gdańsk                                      | 2009      |
|                                                                               |                                                      |           |
| Hans Clausen, ur. 1971                                                        | TŻ Opole                                             | 1999      |
| Hans Clausen, ur. 1971                                                        | Iskra Ostrów Wielkopolski                            | 2000-2001 |
| Hans Clausen, ur. 1971                                                        | GKM Grudziądz                                        | 2002      |
|                                                                               |                                                      |           |
| Charlie Gjedde, ur. 1979                                                      | J.A.G. Speedway Łódź                                 | 1997-1998 |
| Charlie Gjedde, ur. 1979                                                      | Iskra Ostrów Wielkopolski                            | 2002      |
| Charlie Gjedde, ur. 1979                                                      | GTŻ Grudziądz                                        | 2003      |
| Charlie Gjedde, ur. 1979                                                      | Stal Rzeszów                                         | 2004      |
| Charlie Gjedde, ur. 1979                                                      | GTŻ Grudziądz                                        | 2005      |
| Charlie Gjedde, ur. 1979                                                      | KM Ostrów Wielkopolski                               | 2007      |
| Charlie Gjedde, ur. 1979                                                      | Wybrzeże Gdańsk (wypożyczony z ZKŻ-u Zielona Góra)   | 2008      |
| Charlie Gjedde, ur. 1979                                                      | Stal Rzeszów                                         | 2009      |
|                                                                               |                                                      |           |
| Gert Handberg, ur. 1969                                                       | Unia Tarnów                                          | 1992-1994 |
| Gert Handberg, ur. 1969                                                       | Apator Toruń                                         | 1999-2000 |
| Gert Handberg, ur. 1969                                                       | Start Gniezno                                        | 2001-2002 |
|                                                                               |                                                      |           |
| Kenneth Hansen, ur. 1987                                                      | Speedway Miszkolc                                    | 2006      |
| Kenneth Hansen, ur. 1987                                                      | TŻ Lublin                                            | 2007      |
| Kenneth Hansen, ur. 1987                                                      | Stal Gorzów Wielkopolski                             | 2008      |
| Kenneth Hansen, ur. 1987                                                      | KSM Krosno                                           | 2009      |
|                                                                               |                                                      |           |
| Lars Hansen, ur. 1987                                                         | TŻ Lublin                                            | 2007      |
|                                                                               |                                                      |           |
| Patrick Hougård, ur. 1989                                                     | Unia Leszno                                          | 2006-2007 |
| Patrick Hougård, ur. 1989                                                     | Unia Tarnów                                          | 2008-2009 |
|                                                                               |                                                      |           |
| Niels Kristian Iversen, ur. 1982                                              | WTS Wrocław                                          | 2004      |
| Niels Kristian Iversen, ur. 1982                                              | RKM Rybnik                                           | 2005      |
| Niels Kristian Iversen, ur. 1982                                              | KS Toruń                                             | 2006      |
| Niels Kristian Iversen, ur. 1982                                              | ZKŻ Zielona Góra                                     | 2007-2009 |
|                                                                               |                                                      |           |
| Klaus Jacobsen, ur. 1988                                                      | PSŻ Poznań                                           | 2006-2007 |
| Klaus Jacobsen, ur. 1988                                                      | Kolejarz Rawicz                                      | 2008      |
|                                                                               |                                                      |           |
| Krister Jacobsen, ur. 1987                                                    | Start Gniezno                                        | 2008      |
| Krister Jacobsen, ur. 1987                                                    | KSM Krosno                                           | 2009      |
|                                                                               |                                                      |           |
| Jesper Bruun Jensen → patrz Jesper Bruun Monberg                              |                                                      |           |
|                                                                               |                                                      |           |
| Steen Jensen, ur. 1984                                                        | Polonia Piła                                         | 2004      |
| Steen Jensen, ur. 1984                                                        | Kolejarz Rawicz                                      | 2006      |
|                                                                               |                                                      |           |
| Nanna Jørgensen, ur. 1989 Pierwsza kobieta w historii polskiej ligi żużlowej. | KM Ostrów Wielkopolski                               | 2009      |
|                                                                               |                                                      |           |
| John Jörgense, ur. 1962                                                       | GKM Grudziądz                                        | 1995      |
| John Jörgense, ur. 1962                                                       | Wybrzeże Gdańsk                                      | 1998      |
| John Jörgense, ur. 1962                                                       | Pergo Gorzów Wielkopolski                            | 1999      |
| John Jörgense, ur. 1962                                                       | Iskra Ostrów Wielkopolski                            | 2000      |
|                                                                               |                                                      |           |
| Lars Henrik Jörgensen, ur. 1964                                               | Motor Lublin                                         | 1990      |
| Lars Henrik Jörgensen, ur. 1964                                               | GKM Grudziądz                                        | 1991      |
| Lars Henrik Jörgensen, ur. 1964                                               | Polonia Piła                                         | 1992-1993 |
| Lars Henrik Jörgensen, ur. 1964                                               | RKM Rybnik                                           | 1994      |
|                                                                               |                                                      |           |
| Brian Karger, ur. 1967                                                        |                                                      |           |
| Morawski Zielona Góra                                                         | 1993-1994                                            |           |
| ZKŻ Zielona Góra                                                              | 1996-1997                                            |           |
| GKM Grudziądz                                                                 | 1998                                                 |           |
| TŻ Opole                                                                      | 1999                                                 |           |
| Polonia Piła                                                                  | 2000                                                 |           |
| RKM Rybnik                                                                    | 2001                                                 |           |
| Wybrzeże Gdańsk                                                               | 2003-2004                                            |           |
| KS Toruń                                                                      | 2006                                                 |           |
|                                                                               |                                                      |           |
| Peter Kildemand, ur. 1989                                                     | Kolejarz Opole                                       | 2007      |
|                                                                               |                                                      |           |
| Nicolai Klindt, ur. 1988                                                      | WTS Wrocław                                          | 2006-2007 |
| Nicolai Klindt, ur. 1988                                                      | ZKŻ Zielona Góra                                     | 2008      |
| Nicolai Klindt, ur. 1988                                                      | KM Ostrów Wielkopolski                               | 2009      |
|                                                                               |                                                      |           |
| Tommy Knudsen, ur. 1961                                                       | Polonez Poznań                                       | 1991      |
| Tommy Knudsen, ur. 1961                                                       | Sparta Wrocław                                       | 1992-1995 |
| Tommy Knudsen, ur. 1961                                                       | WTS Wrocław                                          | 1996-1997 |
|                                                                               |                                                      |           |
| Mads Korneliussen, ur. 1983                                                   | PSŻ Poznań                                           | 2006-2007 |
| Mads Korneliussen, ur. 1983                                                   | KM Ostrów Wielkopolski                               | 2008-2009 |
|                                                                               |                                                      |           |
| Claus Kristensen, ur. 1977                                                    | OTŻ Opole                                            | 1998      |
|                                                                               |                                                      |           |
| Peter Juul Larsen, ur. 1990                                                   | Unia Tarnów                                          | 2008-2009 |
|                                                                               |                                                      |           |
| Brian Lyngso, ur. 1976                                                        | Kolejarz Opole                                       | 2008      |
| Brian Lyngso, ur. 1976                                                        | KSM Krosno                                           | 2009      |
|                                                                               |                                                      |           |
| Leon Madsen, ur. 1988                                                         | GTŻ Grudziądz                                        | 2006-2007 |
| Leon Madsen, ur. 1988                                                         | WTS Wrocław                                          | 2008-2009 |
|                                                                               |                                                      |           |
| Henrik Möller, ur. 1985                                                       | KM Ostrów Wielkopolski                               | 2006      |
| Henrik Möller, ur. 1985                                                       | RKM Rybnik                                           | 2008      |
|                                                                               |                                                      |           |
| Jesper Bruun Monberg, ur. 1977                                                | Polonia Piła                                         | 1999-2000 |
| Jesper Bruun Monberg, ur. 1977                                                | GKM Grudziądz                                        | 2001      |
| Jesper Bruun Monberg, ur. 1977                                                | Stal Gorzów Wielkopolski                             | 2002      |
| Jesper Bruun Monberg, ur. 1977                                                | Start Gniezno                                        | 2003      |
| Jesper Bruun Monberg, ur. 1977                                                | TŻ Lublin                                            | 2005      |
| Jesper Bruun Monberg, ur. 1977                                                | Start Gniezno                                        | 2006      |
| Jesper Bruun Monberg, ur. 1977                                                | Stal Gorzów Wielkopolski                             | 2007-2008 |
| Jesper Bruun Monberg, ur. 1977                                                | Unia Tarnów                                          | 2009      |
|                                                                               |                                                      |           |
| Claes Nedermark, ur. 1989                                                     | KSM Krosno                                           | 2009      |
|                                                                               |                                                      |           |
| Hans Nielsen, ur. 1959                                                        | Motor Lublin                                         | 1990-1993 |
| Hans Nielsen, ur. 1959                                                        | Polonia Piła                                         | 1994-1999 |
|                                                                               |                                                      |           |
| Jens Henry Nielsen, ur. 1957                                                  | Motor Lublin                                         | 1992      |
|                                                                               |                                                      |           |
| Simon Nielsen, ur. 1990                                                       | Start Gniezno                                        | 2008-2009 |
|                                                                               |                                                      |           |
| Jacob Olsen, ur. 1972                                                         | Polonez Poznań                                       | 1991      |
|                                                                               |                                                      |           |
| Ulrich Östergärd, ur. 1981                                                    | TŻ Lublin                                            | 2007      |
| Ulrich Östergärd, ur. 1981                                                    | KM Ostrów Wielkopolski                               | 2009      |
|                                                                               |                                                      |           |
| Bjarne Pedersen, ur. 1978                                                     | OTŻ Opole                                            | 1997      |
| Bjarne Pedersen, ur. 1978                                                     | Apator Toruń                                         | 1999      |
| Bjarne Pedersen, ur. 1978                                                     | Kolejarz Rawicz                                      | 2001-2002 |
| Bjarne Pedersen, ur. 1978                                                     | TŻ Łódź                                              | 2003-2004 |
| Bjarne Pedersen, ur. 1978                                                     | Wybrzeże Gdańsk                                      | 2005      |
| Bjarne Pedersen, ur. 1978                                                     | KS Toruń                                             | 2006      |
| Bjarne Pedersen, ur. 1978                                                     | Wybrzeże Gdańsk                                      | 2007-2008 |
| Bjarne Pedersen, ur. 1978                                                     | Unia Tarnów                                          | 2009      |
|                                                                               |                                                      |           |
| Jan Oswald Pedersen, ur. 1962                                                 | ROW Rybnik                                           | 1992      |
|                                                                               |                                                      |           |
| Nicki Pedersen, ur. 1977                                                      | Start Gniezno                                        | 1999      |
| Nicki Pedersen, ur. 1977                                                      | GKM Grudziądz                                        | 2000      |
| Nicki Pedersen, ur. 1977                                                      | Wybrzeże Gdańsk                                      | 2001      |
| Nicki Pedersen, ur. 1977                                                      | ZKŻ Zielona Góra                                     | 2002      |
| Nicki Pedersen, ur. 1977                                                      | RKM Rybnik                                           | 2003      |
| Nicki Pedersen, ur. 1977                                                      | ZKŻ Zielona Góra                                     | 2004-2005 |
| Nicki Pedersen, ur. 1977                                                      | Stal Rzeszów                                         | 2006-2007 |
| Nicki Pedersen, ur. 1977                                                      | Włókniarz Częstochowa                                | 2008-2009 |
|                                                                               |                                                      |           |
| Ronni Pedersen, ur. 1974                                                      | Unia Leszno                                          | 1999      |
| Ronni Pedersen, ur. 1974                                                      | Start Gniezno                                        | 2000      |
| Ronni Pedersen, ur. 1974                                                      | Kolejarz Rawicz                                      | 2001-2002 |
| Ronni Pedersen, ur. 1974                                                      | GTŻ Grudziądz                                        | 2003      |
|                                                                               |                                                      |           |
| Tommy Pedersen, ur. 1988                                                      | GTŻ Grudziądz                                        | 2008-2009 |
|                                                                               |                                                      |           |
| Jonas Raun, ur. 1988                                                          | Kolejarz Rawicz                                      | 2006      |
|                                                                               |                                                      |           |
| Morten Risager, ur. 1987                                                      | KM Ostrów Wielkopolski                               | 2006-2007 |
| Morten Risager, ur. 1987                                                      | GTŻ Grudziądz (wypożyczony z KM Ostrów Wielkopolski) | 2008      |
| Morten Risager, ur. 1987                                                      | Start Gniezno                                        | 2009      |
|                                                                               |                                                      |           |
| Jan Stæchmann, ur. 1966                                                       | ROW Rybnik                                           | 1992      |
| Jan Stæchmann, ur. 1966                                                       | Włókniarz Częstochowa                                | 1994-1996 |
| Jan Stæchmann, ur. 1966                                                       | Włókniarz Częstochowa                                | 1999      |
|                                                                               |                                                      |           |
| Martin Vinther                                                                | Start Gniezno                                        | 2000      |
|                                                                               |                                                      |           |
| Claus Vissing, ur. 1986                                                       | Speedway Miszkolc                                    | 2006-2007 |
| Claus Vissing, ur. 1986                                                       | Start Gniezno                                        | 2008-2009 |
|                                                                               |                                                      |           |
| Casper Wortmann, ur. 1988                                                     | Kolejarz Rawicz                                      | 2006-2009 |